# Ataque al puesto policial de Uchiza
El ataque al puesto policial de Uchiza fue un ataque ocurrido entre el 27 al 28 de marzo de 1989 llevado a cabo por el Ejército Guerrillero Popular de Sendero Luminoso (junto al apoyo de narcotraficantes y células del M-19 provenientes de Colombia) contra la Base DOES-6-Uchiza de la Policía Nacional del Perú (PNP). El ataque tenía por objetivo expulsar al Estado peruano del Alto Huallaga asegurando el control de Uchiza para tener pase libre a Madre Mía, una de las bases más grande de las Fuerzas Armadas del Perú en la región San Martín.
Uchiza estaba en un punto estratégico de la provincia de Tocache, enclavada en el «frente del Alto Huallaga», dominado por el Partido Comunista del Perú-Sendero Luminoso en el contexto de la época de terrorismo en el Perú. Aunque su posición era crucial para el Estado peruano, estaba modestamente defendida solo por la policial Base DOES-6-Uchiza con cincuenta a sesenta efectivos. El ataque masivo de los senderistas provocó la muerte de diez policías, y otros catorce resultaron heridos. El Ejército Guerrillero Popular ejecutó sumariamente a tres prisioneros de la contienda, hecho que la Comisión de la Verdad y Reconciliación calificó como un crimen de guerra.

## Contexto
El Ejército del Perú a inicios de los años 1980 instó instalar bases en el oriente peruano, principalmente en los departamentos de San Martín y Ucayali, para expulsar a los senderistas, narcotraficantes y delincuentes por igual.
Por el lado de Sendero Luminoso, dicha organización veía mermarse su comercio del cultivo de coca debido a que el territorio de cultivo se reducía y pequeños narcotraficantes competidores rivalizaban con ellos, representando un peligro para el financiamiento de las acciones snederistas en otras partes del país.

## Causas
El Ministerio del Interior informó que el ataque fue una represalia senderista por la intervención de la policía nacional contra nueve traficantes colombianos que se les decomisó pasta básica de cocaína y armamento utilizado por el Ejército Guerrillero Popular, por lo quedó claro que éstos narcos eran aliados del Partido Comunista.

## Atacantes
El grueso de atacantes eran entre 300 a 400 miembros del Ejército Guerrillero Popular, integrado por individuos tanto de los andes como de la propia selva sanmartinense, y narcotraficantes peruanos y colombianos, se hizo notar que entre los narcos de origen colombiano había integrantes del Movimiento 19 de Abril como un actor activo que se camuflaba entre los oriundos de Colombia. El M-19 estaba presente de forma no oficial en el conflicto, para apoyar a Sendero Luminoso en la guerra contra el Estado peruano. También se registró exmiembros del Ejército peruano que se cambiaron al bando insurgente.
Miembros menores del Partido Comunista negaron la presencia de miembros del M-19 colombiano.

## Ataque
Minutos antes del ataque, el Ejército Guerrillero Popular y sus narcotraficantes auxiliares dividieron a sus siete camiones con militantes en dos puntos opuestos de la ciudad.
El enfrentamiento inició entre las 16:45 a 17:10 horas en la Base DOES-6-Uchiza y la misma ciudad, que contaba con siete puestos de vigilancia, siendo el principal ubicado en el Hostal San Pedro. Los sobrevivientes relataron a la CVR que fue un silbido lo que dio paso al ataque armado contra las vigilancias policiales al unísono. Un senderista capturado dio fe que esa forma fue como inició el combate.
El presunto silbido fue en realidad el derrumbe de la antena del puesto 3 en una maniobra hecha por los senderistas para cortar las comunicaciones de la policía. Los enfrentamientos fueron cruentos y sangrientos pero fueron cayendo primero el 2, luego el 3, 4, 5, 6 y 1 sucesivamente, siendo el puesto 7 del Hostal San Pedro el que más resistió y el que más atisbo del enfrentamiento dejó quedando la infraestructura hostelera en ruinas.
Al finalizar la contienda, los militantes del Partido Comunista llevaron a sus muertos y heridos en sus mismos camiones. La población lugareña contabilizó nueve bajas aproximadamente por parte de las fuerzas senderistas.

### Pedidos de socorro por parte de los efectivos policiales

El distrito de Uchiza en la provincia de Tocache (San Martín).

Los efectivos policiales en Uchiza mandaron mensajes pidiendo la intervención de la Fuerza Aérea del Perú, el Ejército o de la misma policía, específicamente a la Base DOES de Tulumayo en Tingo María. Las autoridades policiales de Tulumayo notificaron que sí intentaron ir a socorrer el sitio de Uchiza, junto a dos helicópteros de la DEA, pero que el mal clima les impidió manejar, aunque esto último fue negado por los sobrevivientes ya que afirmaron que en el calor del combate el cielo estaba despejado.
El desastre de Uchiza fue solo una metáfora para el entonces ministro del Interior Armando Villanueva del Campo ya que su cartera ministerial también recibió los pedidos de ayuda desde Uchiza. Un especialista técnico de radiodifusión del ministro informó a la CVR lo siguiente:

...el Ministerio del Interior entabló comunicación con el radio operador de Uchiza, el que le solicitaba apoyo para repeler el ataque terrorista, contestándole el ministro “que no se preocupen, que tenga calma, que la ayuda ya va a llegar”... que el radio operador de Uchiza al ver que no llegaba la ayuda comenzó a desesperarse incluso utilizaron palabras fuertes 
contra el ministro.

La CVR sentenció que Villanueva del Campo simplemente volvió a su despacho y no promulgó ninguna orden de auxilio para Uchiza. Los sobrevivientes también comunicaron situaciones similares que le comunicaron las demás bases militares y policiales.
La base policial de Santa Lucía en el distrito de Santa Lucía se dignó en brindar apoyo vía terrestre para atacar por la retaguardia a los senderistas, pero cuando ya estaban a pocos kilómetros de Uchiza, recibieron órdenes directas de Villanueva del Campo de desistir del apoyo bajo la justificación de que «había recibido información de inteligencia que la carretera estaba minada y podían ser emboscados», por lo que los efectos tuvieron que volver a su base en Santa Lucía.

## Prisioneros
Los sobrevivientes fueron puestos en las afueras de la Base DOES-6-Uchiza destruida, y sometidos a presión psicológica y discursos proselitistas del pensamiento Gonzalo por parte de sus captores, el Ejército Guerrillero Popular al inicio dijo que eran prisioneros de guerra a los cuales se les respetaría el derecho a la vida, pero debían renunciar a la institución y unirse a las filas del Partido Comunista. Ante el silencio de los prisioneros, el senderista que les daba el sermón les reconoció su resistencia en la batalla, y afirmó que el mismo Abimael Guzmán fue quien dio la orden de tomar Uchiza «en diez minutos».

### Ejecuciones extrajudiciales

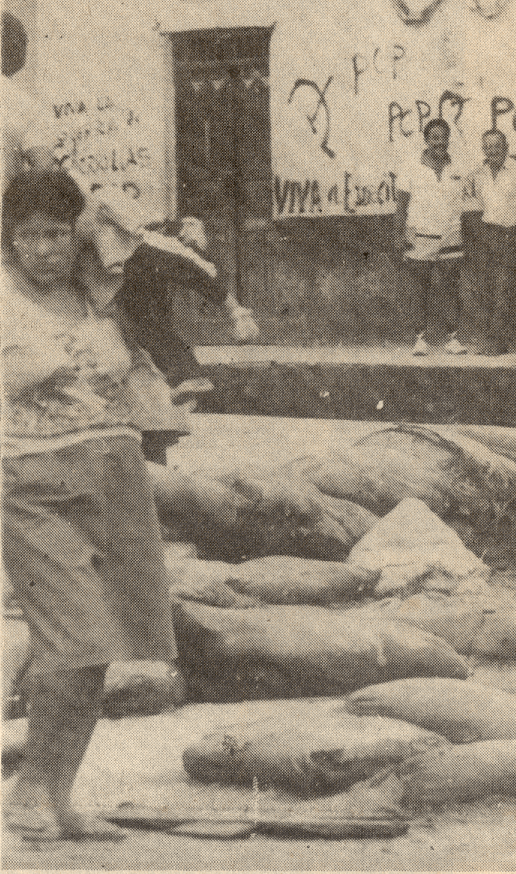
Población civil pasando por los restos humanos de los asesinados, 1989.

Tres de los prisioneros eran el Mayor PNP (GC) Carlos Farfán Correa, Capitán PNP (PIP) Walker Moscoso Carrera y el Alférez PNP (GR) Walter Rengifo López. Los tres líderes de la resistencia policial eran del más alto rango debido a que la Policía Nacional del Perú no tenía menos de un año de su creación y en la práctica seguían existiendo los subgrupos de la Policía de Investigaciones del Perú (PIP), la Guardia Republicana del Perú (GR) y la Guardia Civil del Perú (GC).
Los escogidos fueron llevados a la plaza principal de Uchiza bajo un Juicio Popular y fueron obligados a dar alguna información de relevancia para la organización, los civiles presentes fueron entrevistados por los senderistas pidiendo que opinen sobre el accionar de los oficiales, y ellos mencionaron que no tenían queja alguna con los efectivos. Al ver que la población local no tenía animadversión contra la policía, inventaron un supuesto secretismo de las cabezas policiales sobre información proveniente de Lima (la CVR llegó a la conclusión que esto era falso y solo era una justificación para poder ejecutar a los policías).
La población fue obligada a estar presente en las ejecuciones, mientras que a los otros sobrevivientes policiales no se les permitía estar presente. El terrorista José Arcela Chiroque, "camarada Alfredo", fue el que ejecutó a los tres miembros policiales.
El Diario Correo, mediante fuentes de lugareños del lugar, expresó que los ejecutados fueron previamente torturados, atados a árboles de la plaza, colgados con dinamita cerca al cuello para ser volados. El relato del Diario Correo difiere en la forma de ejecución que tiene la CVR, pero también notifica que los terroristas se inventaron una excusa para proceder en la ejecución. La nota periodista del Diario Correo confirma que existen diferencias entre su relato y el informe final de la CVR.

## Masacre contra civiles
La población civil fue víctima de las huestes insurgentes, una señora que socorrió a los policías heridos fue ultimada en ese mismo instante por «soplona», para luego su cuerpo ser trasladado a un área de la ciudad con un cártel que decía «así mueren las soplonas». Uno de los policías heridos informó que la Base DOES-6-Uchiza tenía en su interior a dos detenidos por hurto simple, quienes fueron sacados y llevados a algún paradero desconocido por el Ejército Guerrillero Popular. En la plaza principal de Uchiza también se reportó el cadáver de un hombre con el mismo mensaje de «así mueren los soplones», este sujeto también estaba detenido en el calabozo de la localidad antes del asedio.
En el Hostal San Pedro una adulta de la tercera edad que estaba hospedada con sus dos nietas menores, fue sorprendida tratando de escapar, por lo que fueron víctimas de disparo, causando la muerte de la anciana y dejando herida a una de las niñas.

## Saqueo de la ciudad
Los sucesos se centraron en la base, el hostal San Pedro y la plaza central, pero el resto de la ciudad se vio envuelta en actos de saqueo y pillaje por parte de las fuerzas del Ejército Guerrillero Popular, siendo el Banco de Crédito del Perú, el Interbank y el Banco de la Nación los principales lugares que fueron vandalizados, el dinero de esas entidades fue retenido por el Partido Comunista.
Las armas y las ropas de la Policía Nacional del Perú también pasó a manos senderistas como botín de guerra.

## Retirada
Al día siguiente, el 28 de marzo de 1989, los senderistas llevaron a los policías supervivientes a los restos de la base «conminándolo a no tomar ninguna acción defensiva ni a seguirlos porque tomarían una acción drástica como el aniquilamiento de todos», luego de hacer pintadas alusivas a la lucha armada en la ciudad, se retiraron de Uchiza a las 01:30 horas con rumbo desconocido.

### Situación de periodistas
Periodistas de Panamericana Televisión y Caretas llegaron a la localidad para cubrir el ataque, pero fueron intervenidos y retenidos por el Partido Comunista, para ser llevados a la selva de Uchiza, allí volvieron a afirmar que el ataque fue ordenado por Abimael Guzmán.

## Llegada del refuerzo gubernamental
A las 7:00 horas del día siguiente, llegaron helicópteros de la base de Tingo María a Uchiza, para transportar a los heridos y cadáveres a la base de Santa Lucía. La DEA de Estados Unidos estuvo presente en la evacuación.

## Consecuencias

### Del momento
Lo ocurrido en Uchiza fue el motivo por lo que el gobierno del presidente Alan García declaró el «Estado de emergencia» en toda la zona alta de la cuenca del río Huallaga.

### A futuro
Uchiza continuó sufriendo ataques esporádicos por parte del Ejército Guerrillero Popular, el más importante fue la incursión del 28 de mayo del mismo año, en la que las fuerzas policiales respondieron mejor y lograron expulsarlos.
El sitio de Uchiza sirvió como una antesala al enfrentamiento en Madre Mía en julio del mismo año, ya que la victoria senderista envalentonó al Partido Comunista, que le animó a intentar repetir el asedio contra uno de los puntos neurálgicos del Ejército peruano, la base Madre Mía.

## Conmemoraciones
En abril de 2018 se realizó en Lima actividades conmemorativas por los caídos de Uchiza, con la presencia de las viudas y familiares de los fallecidos, así como de sobrevivientes de la contienda ya en retiro.